# Шендерів
Ше́ндерів —  село в Україні, у Вороновицькій селищній громаді Вінницького району Вінницької області. Населення становить 280 осіб.
Село лежить на висоті 239 м над рівнем моря. Воно займає площу 15,888 км². Густота населення в ньому 17,62 осіб/км².

## Географія
У селі річка Батіг впадає у Воронку, ліву притоку Південного Бугу.
У лісі біля села знаходиться ботанічна пам'ятка природи місцевого значення Бук європейський

## Контактна інформація
| Адреса селищної ради: | 23334, Вінницька обл., Тиврівський р-н, с. Шендерів, вул. Молодіжна, 1а |
| Поштовий індекс:      | 23334                                                                   |
| Телефонний код:       | 4355                                                                    |